# Jeremias Bunsen
(Robert Wilhelm) Jeremias Bunsen (* 8. Dezember 1688 in Hesperinghausen, Fürstentum Waldeck; † 11. März 1752) war Hofmaler, Münzmeister und Bürgermeister.

## Leben
Sein Vater Anton (1661–1736) war Bauer. Nachdem seine Mutter kurz nach seiner Geburt gestorben war, wurde er von seinem Großvater väterlicherseits, dem örtlichen Prediger, aufgenommen und im Christentum und Latein unterrichtet. Als auch dieser 1702 gestorben war, reiste er als 14-Jähriger zum Bruder seiner Mutter, der Ingenieur und Kapitän in Nimwegen war. Dieser wollte ihn studieren lassen, nahm Jeremias jedoch 1703, „um ihn aufzumuntern“, in Brabant mit ins Feld, wobei der Onkel in Maastricht fiel.
Im Alter von 15 Jahren wurde er dann Lakai am Arolser Hof. Am 25. September 1703 wurde er der Gräfin Johanettes zwei Söhnen zur Aufwartung gegeben und hatte das Glück, mit diesen unterrichtet zu werden. Mangels Fleiß beschloss er 1706 eine siebenjährige Malerlehre beim Hofmaler in Arolsen anzutreten. Danach bildete er sich weiter fort bei Magnus de Quitter in Kassel, so dass er 1716 in Arolsen als Hofmaler angenommen wurde. 1726 baute er sein Haus in Arolsen.
Aus Wissbegier widmete er sich auch der Chemie, wobei er sich im Labor die Augen verdarb.
Als der Fürst von Waldeck, Karl August Friedrich 1728 die Regierung antrat, wollte er das „Münzrecht exercieren“ und sandte Bunsen zur Ausbildung an die Kassler Münze. 1730 machte Jeremias seine ersten Prägungen und ab 1731 schlug er Dukaten. Nach hinlänglicher Ausbildung übergab der Fürst ihm das Münzwesen, das er bis zu seinem Tod verwaltete. Als Münzmetall sollte Gold im Korbacher Eisenberg geschürft werden, und Bunsen beteiligte sich am dortigen Bergbau bis 1752 als Gewerke. In Arolsen wurde er auch Bürgermeister.
1745 hatte er von Experimenten des Arztes Christian Friedrich Ludolff (1707–1763) gelesen, dem es in Berlin gelungen war, mittels Funken aus einer Elektrisiermaschine brennbares Material zu entzünden. Das war ein wichtiges Indiz, das elektrischer Funke und Blitz dasselbe Phänomen sind. Bunsen baute sich auch „so eine Machine mit einem grossen Radt und gläserner Kugel“, wobei ihm auffiel, dass man bei den Entladungsvorgängen einen deutlichen Knall hören kann, vor allem wenn man sie durch Trichter akustisch verstärkt. Sein Bericht in der Leipziger Sammlung blieb jedoch ohne Echo.
Er war viermal verheiratet. Einer seiner Söhne, Philipp Christian Bunsen (1729–1790) folgte ihm 1752 als Münzmeister in Arolsen.

## Veröffentlichungen
- Versuch wie die Meteore Des Donners und Blitzes Item des Aufsteigens derer Dünste Imgleichen Des Nord-Scheins Aus Electrischen Würkungen herzuleiten und zu erklären sind … Denen Herrn Natur-Kündigern zur Prüfung vorgelegt von J. B. Lemgo, Johann Heinrich Meyer, 1750 (Online)
- Erklärung Derer Electrischen und Magnetischen Kräften. Ans Licht gestellt von Jeremias Bunsen. 1752 (Online)